# 24862 Hromec
24862 Hromec (tên chỉ định: 1996 DC3) là một tiểu hành tinh vành đai chính. Nó được phát hiện bởi Peter Kolény và Leonard Kornoš ở Đài thiên văn Modra ở Modra, Slovakia, ngày 27 tháng 2 năm 1996. Nó được đặt theo tên Arnost Hromec.